# Pensionat
Et pensionat er i Danmark en gæstebolig, hvor man under hjemlige forhold kan bo og spise billigt, ofte i en længere periode.
Tidligere var der mange pensionater i Danmark. Pensionaterne henvendte sig til ugifte voksne, som søgte lykken i byerne i forbindelse med urbaniseringen af Danmark fra 1800-tallet og frem. I 1930'erne var der mellem 6.000 og 7.000 pensionater, især i de større byer. I en by som Silkeborg var der for eksempel otte pensionater i 1951. På daværende tidspunkt boede der 23.402 personer i byen. De sidste pensionater forsvandt i løbet af 1980'erne, i takt med at der blev bygget ældreboliger og kollegier.
Sommerpensionater er i dag, i Spanien, Italien og flere andre lande synonym for et billigt hostel eller hotel, hvor man som regel får et værelse med et delt badeværelse. Pensionater giver ind imellem særlige tilbud til rejsende, som bliver mere end en uge.
I Schweiz er definitionen noget bredere. Her kan familien, som ejer gæstehuset, bo i gamle flotte bygninger, have flotte designede værelser med private badeværelser og ofte drive en restaurant med morgenmad og middagsmad. Disse er billigere end et fuld-service-hotel. Mange af disse pensionater her kan findes i mindre bjerglandsbyer.
I Tjekkiet dækker begrebet over mindre familiedrevne hoteller, med et alt fra et par værelser til et par snes værelser. Oftest er det med fuld forplejning. Facilitetsniveauet kan variere. Findes tiest i mindre byer.